# Mirja Lehtonen
Mirja Lehtonen   (Uurainen, 19 d'octubre de 1942 - Multia, 25 d'agost de 2009), de casada Kierros, fou una esquiadora de fons finlandesa que va competir durant la dècada de 1960.
El 1964 va prendre part en els Jocs Olímpics d'Hivern d'Innsbruck, on disputà tres proves del programa d'esquí de fons. Guanyà la medalla de plata en els 5 km, rere Klàvdia Boiàrskikh, i formant equip amb Toini Pöysti i Senja Pusula guanyà la medalla de bronze en la cursa dels relleus 3x5 km. En els 10 quilòmetres fou desena.
En el seu palmarès també destaca una medalla de bronze al Campionat del Món d'esquí nòrdic de 1962. A nivell nacional guanyà cinc campionats finlandesos, en els 5 km el 1963 i 1964 i en els 10 km el 1961, 1962 i 1963. El 1961 i 1963 fou declarada esportista finlandesa de l'any.